# تم مظفرآباد (تم سفید)
تم مظفر آباد (تم سفید) مربوط به هزاره اول قبل از میلاد است و در شهرستان کهنوج، بخش رودبار، روستای مظفر آباد واقع شده و این اثر در تاریخ ۲۷ مرداد ۱۳۸۲ با شمارهٔ ثبت ۹۵۸۱ به‌عنوان یکی از آثار ملی ایران به ثبت رسیده است.